# Chińskie Tajpej na Mistrzostwach Świata w Lekkoatletyce 2009
Chińskie Tajpej na Mistrzostwach Świata w Lekkoatletyce 2009 reprezentowane było przez 2 zawodników – 1 kobietę i 1 mężczyznę.

## Zawodnicy

### Mężczyźni
| Konkurencja | Zawodnik       | Finał      | Finał |
| Konkurencja | Zawodnik       | Wynik      | Poz.  |
| ----------- | -------------- | ---------- | ----- |
| Maraton     | Chang Chia-che | 2:19:32 SB | 38    |

### Kobiety
| Konkurencja  | Zawodniczka | Kwal. | Kwal. | Finał          | Finał          |
| Konkurencja  | Zawodniczka | Wynik | Poz.  | Wynik          | Poz.           |
| ------------ | ----------- | ----- | ----- | -------------- | -------------- |
| Rzut dyskiem | Li Wen-hua  | 53.88 | 34    | Nie awansowała | Nie awansowała |